# Liste der Naturdenkmale in Byhleguhre-Byhlen
Die Liste der Naturdenkmale in Byhleguhre-Byhlen nennt die Naturdenkmale in Byhleguhre-Byhlen im Landkreis Dahme-Spreewald in Brandenburg.
In den Spalten befinden sich folgende Informationen:
- Nr.: Identifizierungsnummer nach veröffentlichter Liste. Sie wird von der unteren Naturschutzbehörde des Landkreises oder der kreisfreien Stadt vergeben. Wenn sie bekannt ist, wird sie angegeben. In dieser Spalte kann sich zusätzlich das Wort Wikidata befinden, der entsprechende Link führt zu Angaben zu diesem Naturdenkmal bei Wikidata.
- Bezeichnung: Benennung des Naturdenkmals, in der Regel wird bei Bäume die Baumart genannt. Bekannte Eigennamen werden mit angegeben.
- Gemarkung: Ort oder Gemarkung, in der sich das Naturdenkmal befindet
- Lage: Nennt die Lage des Naturdenkmals im jeweiligen Ortsteil und die geografischen Koordinaten des Naturdenkmals. Link zu einem Kartenansichtstool, um Koordinaten zu setzen. In der Kartenansicht sind Naturdenkmale ohne Koordinaten mit einem roten beziehungsweise orangen Marker dargestellt und können in der Karte gesetzt werden. Denkmale ohne Bild sind mit einem blauen bzw. roten Marker gekennzeichnet, Denkmale mit Bild mit einem grünen beziehungsweise orangen Marker.
- Beschreibung: die Beschreibung des Naturdenkmales
- Schutzzweck: Erläutert den Grund der Unterschutzstellung
- Bild: Zeigt ein Bild des Naturdenkmales und gegebenenfalls ein Link zu weiteren Fotos im Medienarchiv Wikimedia Commons

## Byhleguhre
| Bild                                    | Bezeichnung                | Lage | Beschreibung                                                                | Schutzzweck | Nummer |
| --------------------------------------- | -------------------------- | --- | --------------------------------------------------------------------------- | ----------- | ------ |
| Weitere Bilder Fotos hochladen          | Stieleiche (Quercus robur) | Byhleguhre, auf dem Dorfplatz (51° 52′ 44,4″ N, 14° 10′ 42,7″ O)                                            |                                                                             |             |        |
| Direkt Bild zu diesem Denkmal hochladen | Stieleiche 2               | Byhleguhre, Eichenallee zwischen Straupitz und Byhleguhre am Wanderweg ()                                   | der Baum ist exemplarisch ausgewiesen                                       |             |        |
| Direkt Bild zu diesem Denkmal hochladen | Stieleiche 3               | Byhleguhre, Eichenallee zwischen Straupitz und Byhleguhre am Wanderweg ()                                   | der Baum ist exemplarisch ausgewiesen                                       |             |        |
| Direkt Bild zu diesem Denkmal hochladen | Stieleiche 8               | Byhleguhre, Eichenallee zwischen Straupitz und Byhleguhre am Wanderweg ()                                   | der Baum ist exemplarisch ausgewiesen                                       |             |        |
| Direkt Bild zu diesem Denkmal hochladen | Stieleiche 9               | Byhleguhre, Eichenallee zwischen Straupitz und Byhleguhre am Wanderweg ()                                   | der Baum ist exemplarisch ausgewiesen                                       |             |        |
| BW                                      | Stieleiche (Krollig-Eiche) | Byhleguhre, Kokainz; Grundstück Jeschke: Erlenhof, Flur 8, Flurstück 68/4 (51° 52′ 25,3″ N, 14° 8′ 45,3″ O) | 1837 von Förster Johann Martin Krollig an der damaligen Försterei gepflanzt |             |        |

## Byhlen
| Bild                                    | Bezeichnung       | Lage                                                                                            | Beschreibung | Schutzzweck | Nummer |
| --------------------------------------- | ----------------- | ----------------------------------------------------------------------------------------------- | ------------ | ----------- | ------ |
| Direkt Bild zu diesem Denkmal hochladen | Eiche             | Byhlen, Byhlener Kreuzung ()                                                                    |              |             |        |
| Fotos hochladen                         | Eiche             | Byhlen, auf dem Dorfplatz, Flur 1, Flurstück 227/2 (51° 54′ 31,4″ N, 14° 11′ 12,8″ O)           |              |             |        |
| BW                                      | der Gey           | Byhlen, 400 Meter nördlich des Dorfes (auf Insel im Byhlener See) (51° 55′ 6″ N, 14° 11′ 22″ O) |              |             |        |
| Weitere Bilder Fotos hochladen          | Pintschens Quelle | Byhlen, im Jagen 35 (51° 54′ 53,3″ N, 14° 12′ 0,6″ O)                                           |              |             |        |
| BW                                      | Weinbergquelle    | Byhlen, östlich des Dorfes (51° 54′ 44,1″ N, 14° 12′ 9,1″ O)                                    |              |             |        |

## Mühlendorf
| Bild                                    | Bezeichnung  | Lage                                    | Beschreibung | Schutzzweck | Nummer |
| --------------------------------------- | ------------ | --------------------------------------- | ------------ | ----------- | ------ |
| Direkt Bild zu diesem Denkmal hochladen | Stieleiche 1 | Mühlendorf, B 320 Abzweig Mühlendorf () |              |             |        |
| Direkt Bild zu diesem Denkmal hochladen | Stieleiche 2 | Mühlendorf, B 320 Abzweig Mühlendorf () |              |             |        |
| Direkt Bild zu diesem Denkmal hochladen | Stieleiche 3 | Mühlendorf, B 320 Abzweig Mühlendorf () |              |             |        |
| Direkt Bild zu diesem Denkmal hochladen | Stieleiche 4 | Mühlendorf, B 320 Abzweig Mühlendorf () |              |             |        |
| Direkt Bild zu diesem Denkmal hochladen | Stieleiche 5 | Mühlendorf, B 320 Abzweig Mühlendorf () |              |             |        |
| Direkt Bild zu diesem Denkmal hochladen | Stieleiche 6 | Mühlendorf, B 320 Abzweig Mühlendorf () |              |             |        |
| Direkt Bild zu diesem Denkmal hochladen | Stieleiche 7 | Mühlendorf, B 320 Abzweig Mühlendorf () |              |             |        |

## Quelle
Die Daten wurden vom Umweltamt des Landkreises Dahme-Spreewald zur Verfügung gestellt.
Zudem:
1. ↑  Rainer Lippert: Krollig-Eiche in Kokainz. In: monumentale-eichen.de. Abgerufen am 31. Mai 2025.
2. ↑  Krollig-Eiche in Kokainz bei Byhleguhre. In: Ostdeutsches Baumarchiv. Abgerufen am 31. Mai 2025.